# Рейс (пиеса)
„Рейс“ е пиеса, написана от Станислав Стратиев.
Поставена е за първи път на сцената на Сатиричния театър, на 29 март 1980 г. През 2007 г. пиесата е представена на фестивала в Авиньон, Франция.

## Сюжет
Девет души пътуват в градски автобус към центъра на града. Неочаквано автобусът се отклонява от своя маршрут. Пътниците започват да осъзнават че никога няма да стигнат там, закъдето са тръгнали. Страхът, паниката и ужасът ги превръщат в прозрачна, лесно манипулируема човекоподобна маса. Правим ли това, което е необходимо? Реагираме ли точно и навреме на злото? Не се ли крием от проблемите, наивно смятайки, че те ще ни отминат? Не мислим ли прекалено много за себе си, забравяйки че това, което постига другите, може да постигне и нас? Какво губим и какво изтриваме от човешките си черти и докъде може да стигне човек, тръгнал по пътя на компромисите? Можем ли да стоим настрана от всичко, пасивни? Това са само част от въпросите, които пиесата поставя, докато чудовищната неуправляема машина лети към своята гибел.